# Маймуна и още един се боксират
„Маймуна и още един се боксират“ (на английски: Monkey and Another, Boxing) е американски документален късометражен ням филм от 1891 година, заснет от режисьорите Уилям Кенеди Диксън и Уилям Хейс в лабораториите на Томас Едисън в Ню Джърси. Кадри от филма не са достигнали до наши дни и той се смята за изгубен.